# Danny Gibson
Danny Gibson (Madison, Indiana, 28 de enero de 1984) es un exjugador de baloncesto estadounidense nacionalizado camerunés, que disputó catorce temporadas como profesional en diferentes ligas europeas. Jugaba en la posición de base.

## Trayectoria deportiva
Es un jugador formado a caballo entre la Olney Central College y la de Southern Indiana. Ha jugado en varios países europeos, como Alemania, Holanda, Polonia, Grecia y Bulgaria.
Ganó la copa neerlandesa en las filas del ZZ Leiden, en la temporada 2009-2010 y la copa de la liga polaca estando en WKS Śląsk Wrocław en la temporada 2013-2014 
En verano se comprometió con el CSP Limoges a jugar en la Pro A francesa a sus 33 años, tras ganar la Liga de Baloncesto de Bulgaria con PBC Lukoil Academic, donde realizó una gran temporada siendo el mejor jugador en la serie final.
En diciembre de 2016, abandona el club italiano para firmar hasta el final de temporada por el Skyliners Frankfurt.